# 贝莱站 (大西洋卢瓦尔省)
贝莱站是法国的一个铁路车站，位于法国44省的盖姆内庞福境内。

## 位置
贝莱站位于盖姆内庞福市区的北部大约5公里的维莱讷河畔贝莱村（法語：Beslé-sur-Vilaine），雷恩－勒东铁路425.865公里处。车站大致呈东北-西南走向，开口朝东南。

## 设施
贝莱站是一个无人看守的乘降所，原有的站房已废弃，现无任何售票设施。在该站上车的乘客需主动购票或使用通勤卡。
贝莱站设有一个岛式站台，但没有人行天桥或地下通道连接，乘客需横穿铁路正线前往，因此该站存在一定的安全隐患。

## 停靠线路
以下列车线路在贝莱站停靠：
| 贝莱站列车线路表 |      |                           |               |              |
| 线路             | 车种 | 上一站                    | 下一站        | 大致运行频率 |
| 雷恩—勒东/洛里昂 | TER  | 梅萨克-吉普里/富日赖-朗贡 | 马塞拉克/勒东 | 每天3~7趟    |
| 1.               |      |                           |               |              |

## 配套交通

### 长途客车
贝莱站附近暂无常规长途客运线路。当铁路线施工或罢工时，SNCF可能也会提供途径该线路沿途站点的大巴车。

### 市内交通
贝莱站附近暂无城市公共交通线路。

### 社会车辆
贝莱站门口可停靠少量车辆。

## 临近车站
| 贝莱站（Gare de Beslé）        |                |            |
| 上行车站                       | 线路           | 下行车站   |
| 富日赖-朗贡站                  | 雷恩－勒东铁路 | 马塞拉克站 |
| - 本表仅显示运营中的线路及车站 |                |            |